# نامه (یمن)
 نامه ، روستایی است در عزلهٔ (بلد خولان بنی عامر)، در ناحیهٔ (الصفاد)، از توابع استان حُدَیده در کشور یمن در شبه جزیره عربستان. 
جمعیت آن ۱۱۲ نفر (۵ خانوار) می‌باشد.